# Elettrocombustibile
L'elettrocombustibile (noto anche come elettrocarburante o con l'anglicismo e-fuel) è una tipologia di combustibile gassoso o liquido sintetico, realizzato mediante sintesi chimica artificiale utilizzando nel processo di creazione prevalentemente fonti di energia rinnovabili.

## Descrizione
Sono prodotti utilizzando l'anidride carbonica o monossido di carbonio presenti nell'aria e l'idrogeno ottenuto attraverso l'elettrolisi dell'acqua mediante fonti di energia elettrica che non producano scarti carboniosi come per esempio l'energia eolica, geotermica, idrica, solare e nucleare, portando così alla neutralità carbonica. Quindi non sono fonti energetiche primarie, ma fonti energetiche secondarie. Questi combustibili posseggono una elevata densità energetica e permettono di avere una più semplice capacità di stoccaggio e trasporto nonché proprietà di combustione che, per la loro natura e versatilità, possono teoricamente essere impiegati in tutti i campi di applicazione in cui vengono adoperati i carburanti d'origine petrolifera, in quanto assimilabili come idrocarburi. Al contempo si evitano le problematiche di utilizzo e approvvigionamento dell'idrogeno.
Il loro scopo principale è quello di andare ad affiancare e progressivamente sostituire i combustibili fossili. Grazie al processo produttivo per cui la sintesi avviene mediante l'utilizzo dell'anidride carbonica già presente nell'aria, ciò ha permesso di avere un'impronta carbonica complessivamente bassa in quanto, quando essi vengono bruciati, rilasciano come prodotto di scarto circa la stessa quantità di anidride carbonica che è stata adoperata per la loro produzione.
Gli elettrocombustibili sono quindi un'alternativa per ridurre le emissioni di gas serra emessi dai mezzi di trasporti, in particolare per il trasporto merci a lunga distanza, come quello marittimo e aereo, ma anche veicolare su gomma.
Gli elettrocombustibili rappresentano una forma di "elettrificazione" indiretta del sistema energetico e vanno ad affiancarsi in particolare con la cosiddetta "elettrificazione diretta", costituita invece per esempio dalle auto elettriche nel settore dei trasporti o dai sistemi di riscaldamento a pompa di calore nel settore del riscaldamento. Per le proprietà intrinseche nella produzione degli elettrocarburanti rispetto all'utilizzo diretto dell'energia ricavata da fonti rinnovabili, l'efficienza energetica degli elettrocarburanti è più bassa. A seconda dell'applicazione specifica, solo dal 10 al 35% circa dell'energia elettrica impiegata per produrli viene poi, una volta bruciati, riconvertita in energia utilizzabile.